# Terinebrica
Terinebrica là một chi bướm đêm thuộc phân họ Tortricinae của họ Tortricidae.

## Các loài
- Terinebrica achrostos Razowski & Becker, 2001
- Terinebrica chaulioda Razowski & Becker, 2001
- Terinebrica cidna Razowski & Becker, 2001
- Terinebrica complicata Razowski & Becker, 2001
- Terinebrica cornicenthes Razowski & Becker, 2001
- Terinebrica fortifera Razowski, 1991
- Terinebrica inconspigua Razowski & Becker, 2001
- Terinebrica inouei Razowski, 1987
- Terinebrica larocana Razowski & Becker, 2001
- Terinebrica orthoscia (Meyrick, 1936)
- Terinebrica paulista Razowski & Becker, 2001
- Terinebrica phaloniodes (Meyrick, 1932)
- Terinebrica pharetrata Razowski, 1987
- Terinebrica polycornuta Razowski, 1999
- Terinebrica polyseta Razowski & Becker, 2001
- Terinebrica portentifica Razowski & Becker, 2001
- Terinebrica saetigera Razowski, 1987
- Terinebrica seiugata Razowski, 1987
- Terinebrica spiniloba Razowski & Becker, 2001
- Terinebrica spinodela Razowski, 1997
- Terinebrica tenebrica Razowski, 1987
- Terinebrica triplex Razowski & Becker, 2001
- Terinebrica vectura Razowski & Becker, 2001